# عربونة (جنين)
عربونة هي قرية فلسطينية تقع في محافظة جنين بالضفة الغربية. تقع القرية على بعد 9 كم شمال مدينة جنين، جنوب جدار الفصل العنصري في الضفة الغربية.وفقًا للجهاز المركزي للإحصاء الفلسطيني، بلغ عدد سكان القرية 1025 نسمة في عام 2017. تم العثور على أدوات صوانية من عصور ما قبل التاريخ من العصر الحجري القديم العلوي والمتوسط جنوب القرية. تم العثور في القرية على بقايا أثرية تعود إلى العصر البيزنطي.

## الجغرافيا
تقع عربونة على بعد 3 كم شمال غرب فقوعة و 2 كم شمال شرق دير غزالة. تقع منازل القرية على تلة عند سفح جبل فقوعة، وهو جزء من جبل جلبوع، ويحدها من الغرب نهر حوحيت، ومن الغرب وادي أبو جابر، ومن الشمال جبل فقوعة، ومن الجنوب جدول صغير من وادي أبي جابر.

## تاريخها
عثر علماء الآثار على أدوات من الصوان جنوب القرية. تعود هذه الأدوات إلى العصر الحجري القديم الأعلى والعصر الحجري القديم الأوسط (منذ 300,000 إلى 10,000 سنة). تنتمي هذه الأدوات إلى الحضارة الموستيرية. تقع القرية نفسها في موقع أثري. أُعيد استخدام الأحجار القديمة في المباني والأسوار وجدران المدرجات. تنتشر قصاصات الصخور بين المنازل والبساتين. يُعرف بعضها على أنها مقابر قديمة. يستخدم سكانها اليوم قصاصات الصخور هذه للتخزين. كما تم العثور في القرية على كمية صغيرة من الفخار والأواني الزجاجية والتي يعود تاريخها إلى العصر البيزنطي.

### العصر العثماني
أُدمجت القرية، مثل بقية فلسطين في الإمبراطورية العثمانية في عام 1517. خلال القرنين السادس عشر والسابع عشر، كانت تابعة لإمارة تراباي (1517-1683) ، والتي شملت أيضًا مرج ابن عامر، وحيفا، وجنين، وشمال جبل نابلس، وبلاد الروحة، والجزء الشمالي من سهل الشارون. في تعداد 1596 ظهرت عربونة باسم عربوني، وتقع في ناحية سارة في لواء اللجون. كان عدد سكانها 14 أسرة، جميعهم مسلمون. لقد دفعوا معدل ضريبة ثابت قدره 25% على المنتجات الزراعية، بما في ذلك القمح والشعير والمحاصيل الصيفية والماعز وخلايا النحل، بالإضافة إلى الإيرادات العرضية، بإجمالي 4500 آقجة.
في عام 1838 تم تسجيلها كمكان شمال 60 درجة شرق جنين. في عام 1870 وجد فيكتور غيران أن عربونة كانت قرية صغيرة، وإلى الجنوب من هذه القرية، أساس مبنى قديم، لا يبدو أنه فحصه. في عام 1870/1871، أدرج تعداد عثماني القرية في ناحية شفا القبلية.

### عصر الانتداب البريطاني
في تعداد فلسطين عام 1922، الذي أجرته سلطات الانتداب البريطاني، بلغ عدد سكان القرية 136 مسلمًا، وارتفع قليلاً في تعداد عام 1931 إلى 138 مسلمًا، في 24 أسرة. في إحصاءات عام 1944/1945، بلغ عدد السكان 210 نسمة، جميعهم مسلمون، بإجمالي 6772 دونمًا من الأرض، وفقًا لمسح رسمي للأراضي والسكان. من هذه المساحة، تم استخدام 256 دونمًا للمزارع والأراضي القابلة للري، و3607 دونمًا للحبوب، بينما كانت 22 دونمًا من الأراضي المبنية (الحضرية).

### العصر الأردني
بعد نكبة عام 1948 واتفاقيات الهدنة عام 1949، أصبحت عربونة تحت الحكم الأردني. في عام 1961، بلغ عدد السكان 298.

### ما بعد عام 1967
منذ حرب الأيام الستة عام 1967، أصبحت القرية تحت الاحتلال الإسرائيلي. بلغ عدد سكانها في تعداد عام 1967 الذي أجرته إسرائيل 270 نسمة، منهم 42 من أصل الأراضي الإسرائيلية.

## الحدود
هي تتوسط المناطق التالية :
قرية المزار شمالاً. (من قرى جنين المهجرة عام 1948). قرية شطة من الشمال الشرقي. (من قرى بيسان المهجرة عام 1948). مضارب عرب الساخنة شرقاً. (من قرى بيسان المهجرة عام 1948). قرية فقوعة من الجنوب الشرقي. قرية دير غزالة جنوباً. قرية عرانة من الجنوب الغربي. قرية الجلمة غرباً. وقرية صندلة من الشمال الغربي. (من قرى جنين المحتلة عام 1949).

## التعليم
تقسم المدارس في عربونة جنين إلى  عدة أقسام:
1.     مدرسة ذكور عربونة الاساسية: تُعنى هذه المدرسة بتعليم الطلاب الذكور في المراحل الأساسية، وتقدم برامج تعليمية مساندة لتعزيز التحصيل الدراسي.
2.     مدرسة بنات عربونة الثانوية: توفر التعليم للبنات في المراحل الثانوية، وتشارك في فعاليات مجتمعية وثقافية، مثل إحياء ذكرى النكبة.
3.     مدرسة عربونة الاساسية المختلطة: تقدم التعليم للطلاب من الجنسين في المراحل الأساسية، وتُعد من المؤسسات التعليمية الرئيسية في القرية.
تشارك المدارس في عربونة في فعاليات تعليمية وثقافية وصحية، مثل اليوم الصحي المفتوح الذي نظمته مدرسة بنات عربونة الاساسية ضمن مشروع "الغذاء من أجل التعليم"